# Eunoe nodulosa
Eunoe nodulosa är en ringmaskart som beskrevs av Francis Day 1967. Eunoe nodulosa ingår i släktet Eunoe och familjen Polynoidae. Inga underarter finns listade i Catalogue of Life.